# Зима у вогні
«Зима у вогні: Боротьба України за свободу» (англ. «Winter on Fire: Ukraine's Fight for Freedom») початкова версія фільму відома під назвою «Помоліться за Україну» (англ. «Pray for Ukraine») — документальний фільм, знятий режисером Євгеном Афінеєвським за сприяння платформи Netflix. Світова прем'єра кінострічки відбулась 3 вересня 2015 року на Венеційському кінофестивалі. Також фільм було показано у головному конкурсі на кінофестивалі в Телларайді 2015 та у секції документальних фільмів на міжнародному кінофестивалі у Торонто 2015, де він отримав Приз глядацької аудиторії за найкращий документальний фільм. Номінант на премію «Оскар» 2016 року в категорії «Найкращий документальний повнометражний фільм».
«Зима у вогні» показує 93-денний період зими 2013—2014, змальовуючи такі події, як рух за громадянські права, що перетворюється на підтримувану мільйонами людей революцію. У кінострічку увійшли: інтерв'ю з протестувальниками, записи з місця подій та великомасштабний погляд на конфлікт. Прем'єра фільму на платформі Netflix відбулась 9 жовтня 2015 року.

## Назва фільму
Початкова версія фільму відома під назвою «Помоліться за Україну» (англ. «Pray for Ukraine»). Саме під цією назвою режисер Євген Афінеєвський анонсував фільм у США у 2014 році.

## Сюжет
У фільмі показано українську Революцію гідності на київському Майдані Незалежності взимку 2013—2014 років, викликану насильницьким розгоном мирної демонстрації студентів загоном міліції спеціального призначення «Беркут», що призвело до повалення режиму президента Віктора Януковича. Євген Афінеєвський та його команда брали інтерв'ю у протестувальників, активістів, медичних працівників, митців та представників духовенства, представників церкви та навіть художників, які представляли різні покоління, соціальні прошарки, національності та релігії, включно з 12-річним волонтером. «Зима у вогні» документує боротьбу українських протестувальників, які стояли на своєму, незважаючи на кровопролиття, відчай та тяжкі умови.

## Виробництво
Фільм спродюсовано компаніями Netflix, Afineevsky-Tolmor Production, UkrStream.TV [Архівовано 7 червня 2022 у Wayback Machine.] та SPN Production у співробітництві з Passion Pictures, Campbell Grobman Films та Rock Paper Scissors Entertainment. Продюсерами виступили Євген Афінеєвський та Ден Толмор, а виконавчими продюсерами — Павло Пелешок, Юрій Іванишин, Джон Батсек, Леті Гробмен, Кріста Кемпбелл, Ліза Нісімура, Адам Дель Део, Ангус Волл, Девід Дінерштейн, Ендрю Руеманн, Денніс Л. Когод, Надін Гапсаліс Когод та Богдан Батрач.

### Знімання
Під час протесту на Майдані, друг Євгена Афінеєвського зателефонував режисеру та закликав того підтримати і задокументувати події. Наступного дня Афінеєвський сів на літак до Києва.
Фільм було знято двадцятьма вісьмома операторами-аматорами. Зокрема, це Алекс Кашпур, Андрій Гаврищук, Артурас Морозавас, Костянтин Шандибін, Дем'ян Колодій, Дмитро Патютько, Едуард Георгадзе, Галина Садомцева-Набаранчук, Галина Лавринець, Єлизавета Сміт, Інна Гончарова, Кирило Князєв, Костянтин Ігнатчук, Христина Лизогуб, Максим Бернакевич, Марія Комар, Олег Балабан, Олег Тандалов, Олег Чернюк, Павло Пелешок, Руслан Ганущак, В'ячеслав Цветков, Віктор Кожевников, Володимир Макаревич, В'ячеслав Полянцев, В'ячеслав Тихонський, Юрій Кривенко та Євген Шинкар.

## Випуск
25 вересня 2015 року у Вашингтоні у рамках заходів, присвячених до Дня незалежності України, відбувся допрем'єрний показ «Зими у вогні». Під час показу Патріарх Української Православної Церкви Філарет нагородив режисера фільму Євгена Афінеєвського орденом Святого Володимира Великого.

### Маркетинг
8 вересня 2015 року було випущено офіційний постер та трейлер фільму.

## Сприйняття
Фільм отримав позитивні відгуки від критиків. На сайті Rotten Tomatoes має позитивний рейтинг 95 % на основі 19 рецензій, фільму зарахований «стиглий помідор» від критиків. Згідно агрегатору Metacritic, документальна стрічка отримала позитивну оцінку 80 балів зі 100 на основі 11 рецензій. Стівен Фербер з The Hollywood Reporter похвалив монтаж і музику фільму, але зазначив, що сам фільм місцями повторюється та надокучає через замалий історичний контекст, або завеликий огляд зростального авторитаризму путінської Росії. Джей Вайссберг з Variety написав наступне про фільм: «На відміну від »Майдану" Сергія Лозниці, Євген Афінеєвський не мав на меті мистецьку вибагливість. Його «Зима у вогні» — доступний фільм, більш звернений до телеекранів, однак обмежений однією точкою зору, яку поділяють більшість українців". Кінокритик ScreenDaily Ден Фейнару заявив, що фільм оминає будь-яку спробу політичного аналізу, а всі камери спрямовано на людей: молодих і старих, чоловіків і жінок, християн, євреїв, мусульман, вчених та простих робітників, котрі об'єднались заради однієї мети. Він також відзначив жвавий та енергійний монтаж Вілла Знідарича. Ерік Кон з The Playlist дав фільму відмінну оцінку «A-», заявивши, що «Зима у вогні» містить напруження екшн-фільму та відчайдушну лють, а також є похмурою прелюдією українсько-російської війни.
Американський критик родом з СРСР Лев Голінкін розкритикував фільм. У своїй рецензії критик неодноразово повторює тези російської пропаганди. Окрім іншого, він заявляє що з фільму «були вирізані елементи нео-нацизму»; охарактеризував Бандеру як «нацистського колаборанта» та «лідера підпільної армії, відповідальної за вбивство сотень тисяч євреїв і поляків під час Другої світової війни»; назвав війну на Донбасі «громадянською війною».

## Визнання
| Нагороди та номінації фільму «Зима у вогні» | Нагороди та номінації фільму «Зима у вогні» | Нагороди та номінації фільму «Зима у вогні»                 | Нагороди та номінації фільму «Зима у вогні» | Нагороди та номінації фільму «Зима у вогні» | Нагороди та номінації фільму «Зима у вогні» |
| Рік                                         | Нагорода                                    | Категорія                                                   | Номінант                                    | Результат                                   |                                             |
| ------------------------------------------- | ------------------------------------------- | ----------------------------------------------------------- | ------------------------------------------- | ------------------------------------------- | ------------------------------------------- |
| 2015                                        | Міжнародний кінофестиваль у Торонто         | Приз глядацької аудиторії за найкращий документальний фільм | «Зима у вогні»                              | Перемога                                    |                                             |
| 2016                                        | Golden Reel Award                           | Найкращий монтаж звуку у документальному фільмі             | «Зима у вогні»                              | Номінація                                   |                                             |
| 2016                                        | Премія «Оскар»                              | Найкращий документальний повнометражний фільм               | «Зима у вогні»                              | Номінація                                   |                                             |

## Цікаві факти
- У червні 2016 фільм демонструвався на вуличних екранах у Венесуелі і отримав схвальні оцінки. В цей час у Венесуелі тривали протести проти корумпованої влади[25].